# لو شاتو دالمينيش (أورن)
لو شاتو دالمينيش هي بلدية في أورن في شمال غرب فرنسا.